# Jorge Isaac Anaya
Pour les articles homonymes, voir Anaya.
Jorge Isaac Anaya (27 septembre 1926, Bahía Blanca – 9 janvier 2008, Buenos Aires) est un amiral argentin. Il participe à la dictature argentine entre 1976 et 1983, puis est membre de la Troisième junte militaire, avec Leopoldo Galtieri et Basilio Lami Dozo, qui dirige l'Argentine entre 1981 et 1982.

## Biographie
En 1982 pendant la guerre des Malouines, il est commandant en chef de la marine argentine. Il supervise et commande l'opération Algeciras, qui consiste à saboter un navire de guerre britannique dans le port de Gibraltar ; l'opération est annulée au dernier moment par une interruption des communications.
En 1985, le procès des Juntes l'acquitte des charges d'enlèvement, de torture, de dissimulation, d'usurpation de pouvoir et de fausses déclarations dont il est accusé.
En 1997, le juge espagnol Baltasar Garzón requiert l'arrestation et l'extradition de 45 membres de l'Armée argentine, parmi lesquels Anaya, et d'un civil pour génocide, terrorisme d'État et torture durant la guerre sale. La demande est refusée à plusieurs reprises par le gouvernement argentin.
Le 27 juillet 2003, par le décret 420/03, le président Néstor Kirchner modifie les critères pour lesquels les extraditions ont été refusées. Les procédures de l'extradition d'Anaya reprennent du même coup.
Mais en août 2003, le président du gouvernement espagnol José María Aznar ordonne l'arrêt du processus d'extradition pour les criminels de la dictature argentine. La décision est cependant annulée par le Tribunal suprême espagnol en 2005 qui se rallie à la décision de Garzón.